# Eloi Amagat
Pour les articles homonymes, voir Amagat.
Eloi Amagat Arimany, né le 21 mai 1985 à Gérone, est un footballeur espagnol évoluant au poste de milieu offensif à l'UE Olot.

## Biographie
Eloi Amagat joue plus de 100 matchs en deuxième division espagnole avec l'équipe du Girona FC entre 2013 et 2017.

## Palmarès
- Vice-champion d'Espagne de D2 en 2017 avec le Girona FC